# Chile conectado
Chile conectado fue un programa de televisión transmitido por Televisión Nacional de Chile en que las distintas regiones del país (a excepción de la Región Metropolitana) transmiten reportajes e informaciones de sus respectivas regiones. El programa es conducido por varios periodistas de distintas regiones del país.

## Premios y nominaciones
| Año  | Premio           | Categoría                          | Resultado |
| ---- | ---------------- | ---------------------------------- | --------- |
| 2013 | Premios TV Grama | Mejor Espacio de Difusión Cultural | Ganador   |

- Datos: Q5766306